# ماريسا روبلس
ماريسا روبلس (بالإسبانية: Marisa Robles)‏ هي معلمة موسيقى إسبانية، ولدت في 4 مايو 1937.

## وصلات خارجية
- ماريسا روبلس على موقع ميوزك برينز (الإنجليزية)
- ماريسا روبلس على موقع أول ميوزيك (الإنجليزية)
- ماريسا روبلس على موقع ديسكوغز (الإنجليزية)